# Priscillianesimo
Il priscillianesimo è una dottrina cristologica sviluppatasi nella penisola iberica nel IV secolo e fondata da Priscilliano, poi diffusasi soprattutto in Gallia meridionale. Deriva da dottrine gnostiche-manichee e antitrinitarie. Condannato nel concilio di Saragozza del 380, il priscillianesimo fu considerato un'eresia sia dalla Chiesa ortodossa orientale che dalla Chiesa cattolica romana. Sopravvisse fino al VI secolo.